# Imperio de Corea
El Imperio de Corea (en hangul, 대한제국; en hanja, 大韓帝國; romanización revisada, Daehan Jeguk), Imperio coreano o Corea Imperial, fue un Estado satélite situado en la península homónima que sucedió a la dinastía Joseon.
Durante este período, el emperador Gojong supervisó la Reforma Gwangmu, una modernización y occidentalización parcial del ejército, la economía, el sistema agrario, el sistema educativo y diversas industrias de Corea. En 1905, el Imperio de Corea se convirtió en un protectorado del Imperio del Japón. Tras la anexión japonesa en 1910, el Imperio de Corea dejó de existir.

## Historia

### Proclamación del Imperio

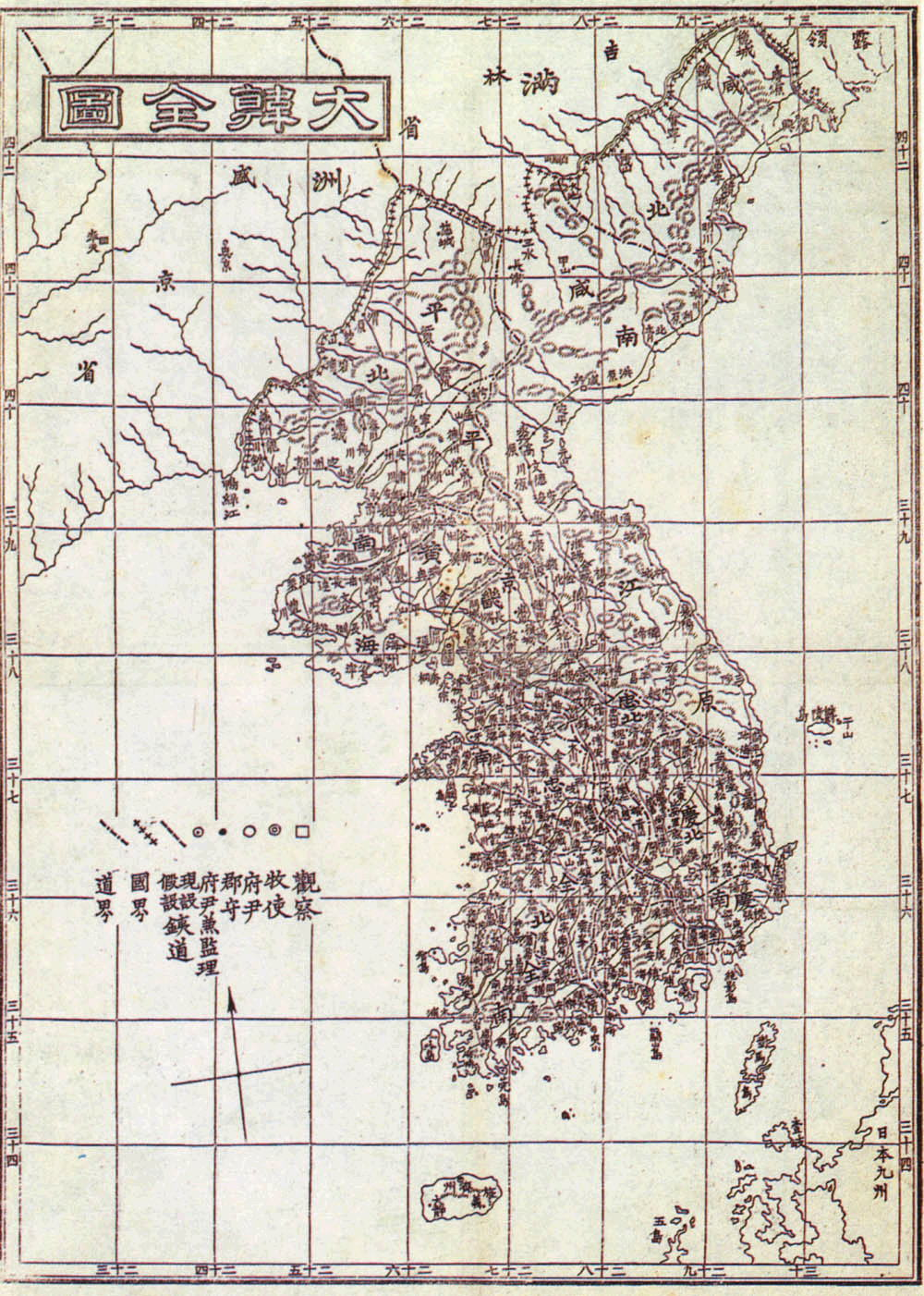
"El Mapa Completo del Gran Han" (Daehan Jeondo), un mapa coreano de 1899.

La resistencia a que Corea mantuviera una relación tributaria con China aumentó en el siglo XVII. Con la sustitución de la dinastía Ming por la dinastía Qing, la penetración de ideas occidentales en Corea provocó un auge de sentimientos antitributarios en el país. Además, tras la apertura de Corea, miembros del Partido Gaehwa declararon con frecuencia su independencia de China, pero China incrementó su injerencia en los asuntos coreanos tras el Incidente de Imo y el Golpe de Estado Gapsin.
Sin embargo, tras la victoria japonesa en la primera guerra sino-japonesa, Joseon se independizó de la dinastía Qing. Muchos políticos consideraron que proclamar un imperio era una buena manera de mantener la independencia. Después de que Gojong de Corea regresó de su exilio en la legación rusa, muchos funcionarios le pidieron que proclamara un imperio para fortalecer el país y construir una estructura firme como Estado independiente. Además, Gojong comprendió que Corea necesitaba una nueva constitución para obtener el apoyo público y una oportunidad para iniciar reformas drásticas. Gojong estableció un cuerpo legislativo llamado Gyojeonso (en hangul, 교전소; en hanja, 校典所) y asignó a cinco ministros de alto rango, así como a asesores extranjeros como Park Jeong-yang, Yi Wan-yong, Seo Jae-pil, John Brown, un asesor británico del Ministerio de Finanzas, y Charles Legendre, un asesor del Ministerio de Justicia, como vicepresidentes y miembros del Gyojeonso. Sin embargo, como la mayoría de los miembros del Gyojeonso eran reformistas proestadounidenses y extranjeros, los ministros de alto rango se mostraron reacios y el plan fracasó.
En octubre de 1897, Gojong fue coronado en Hwangudan. La coronación incluyó una coronación al estilo occidental y otra tradicional asiática. Gojong nombró al nuevo imperio Daehan y cambió el año de reinado a Gwangmu, siendo 1897 el primer año de Gwangmu. Gojong implementó la constitución del país en 1898, que le dio toda la autoridad al emperador.
Cuando se proclamó el imperio, cada país lo reconoció directa o indirectamente. Entre ellos, el Imperio ruso y Francia aprobaron y felicitaron directamente el evento a través de sus jefes de Estado, mientras que Reino Unido, Estados Unidos y Alemania también expresaron indirectamente su intención de aprobarlo. Sin embargo, la mayoría de las grandes potencias de la época no acogieron con muy buenos ojos la creación del Imperio de Corea. El emperador Gojong celebró el 12 de noviembre un funeral de estado para la emperatriz Myeongseong, que había sido pospuesto, y demolió la Puerta Yeongeun, que había sido un símbolo de ideología subordinada hacia la dinastía Qing, y construyó en su lugar la Puerta de la Independencia, que se completó el 20 de noviembre.

### Reformas

#### Reforma Gwangmu
La Reforma Gwangmu tenía por objeto modernizar y occidentalizar Corea como titular al final de la Revolución Industrial. Durante el período Gwangmu, los uniformes oficiales de estilo occidental se introdujeron en Corea. Inicialmente, los coreanos eran muy hostiles a la vestimenta occidental y japonesa, que habían adoptado vestido al estilo occidental después de la Restauración Meiji. Al principio, el emperador de Corea había comenzado a llevar atuendo real de estilo prusiano junto con diplomáticos de Corea, que vestían trajes occidentales. En 1900, la vestimenta occidental se convirtió en el uniforme oficial para los funcionarios civiles coreanos. Varios años más tarde, fueron asignados a todos los soldados coreanos y policías a usar uniformes occidentales.
En el ámbito militar, el ejército de Corea, tal como existía en la década de 1890 consistió en cerca de 5000 soldados y se incrementó a la inmensa cantidad de 28 000 justo antes de la Guerra ruso-japonesa. La formación estaba a cargo de oficiales rusos que, a partir de 1896 dio lugar a la organización de 1000 guardias reales armados con fusiles Berdan que sirvieron como el núcleo de un ejército mejorado. A partir de esta unidad central, los soldados fueron a veces trasladados a otras unidades, que incluyeron cinco regimientos de unos 900 hombres cada uno.

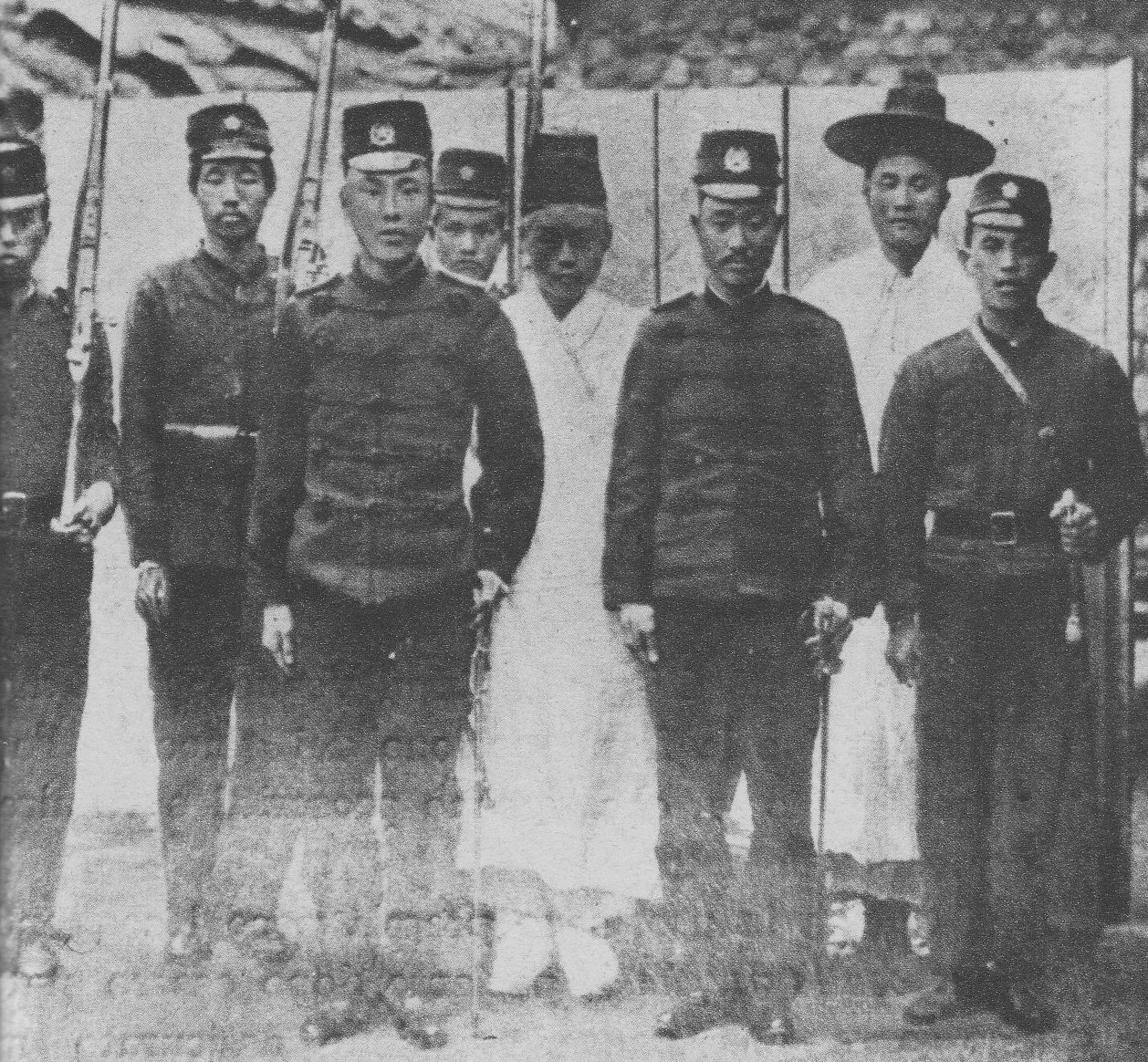
Tropas del Imperio de Corea.

En 1897, el gobierno de Gwangmu inició el proyecto de catastro, con el objetivo de modernizar el sistema de propiedad de la tierra. Para aplicar métodos de catastro occidentales, se contrataron agrimensores estadounidenses. Tras el catastro, las autoridades debían expedir un título de propiedad «Jigye», que mostrara la dimensión exacta del terreno. Esta reforma estuvo estrechamente vinculada a las reformas del sistema de impuestos territoriales, llevadas a cabo bajo el liderazgo de Yi Yong-ik, quien también llevó a cabo reformas monetarias en Corea. El proyecto se interrumpió debido a la guerra ruso-japonesa de 1904 y 1905, tras finalizar los catastros de aproximadamente dos tercios del territorio.
Durante este período, el gobierno de Gwangmu construyó infraestructura urbana moderna. En 1898, el emperador de Gwangmu autorizó la creación de empresas conjuntas con empresarios estadounidenses. Como resultado, se fundó la Compañía Eléctrica Hanseong, que operaba una red pública de alumbrado público y un sistema de tranvías eléctricos. La Compañía de Agua Fresca de Seúl también tenía una conexión estadounidense. En 1902, seis años después de la introducción del teléfono en Corea, se instaló el primer teléfono público de larga distancia.

### 1898-1904
Justo después de disolver por la fuerza el Club de la Independencia y la Asociación Conjunta del Pueblo, Gojong intentó diseñar su nuevo gabinete con políticos conservadores. Funcionarios liberales, como Min Young-hwan, Han Kyu-seol, Yi Hak-gyun y Yi Jong-geon, fueron destituidos, mientras que sus homólogos conservadores experimentaron el ascenso al poder: Shim Sang-hun como Uijeongbu Chanjung, Yu Gi-hwan como ministro, Min Young-gi como ministro de Economía, Shin Gi-sun como ministro de Educación, Min Byeong-seok como ministro de Guerra e Yi Gi-dong como comandante del 1.er Batallón del 1.er Regimiento Siwi. Además, muchos bobusangs (mercantes nomadas) se integraron en la burocracia, de modo que 46 bobusangs obtuvieron puestos en ella; este ascenso de los bobusangs fue un tormento para los plebeyos, que sufrieron su tiranía como funcionarios locales.
Aunque el Club de la Independencia fue prohibido, las reformas no se detuvieron y la Reforma de Gwangmu continuó. Políticos conservadores o de centro-izquierda como Min Young-hwan, Han Kyu-seol, Yi Yong-ik, Shim Soon-taek, Yun Ung-nyeol y Shim Sang-hun lideraron las reformas. Entre estos ministros, Yun Ung-nyeol, Yi Yong-ik y Shim Sang-hun eran detestados por los antiguos miembros del Club de la Independencia. Estos funcionarios intentaron reformar el país de manera conservadora. El nuevo gabinete, formado por políticos conservadores, buscaba fortalecer el poder del emperador. Esto requería un aumento de impuestos para los ciudadanos. Como resultado, se restablecieron muchos impuestos menores abolidos por la Reforma Gabo. Este aumento de impuestos permitió al Gobierno Imperial enriquecerse lo suficiente para implementar la reforma.